# Bezručova vyhlídka
Bezručova vyhlídka je menší rozhledna u města Hradec nad Moravicí v okrese Opava, nacházející se v zámeckém parku zámku Hradec nad Moravicí, cca 2 km od zámku.
Výhled z rozhledny je umožněn, díky vzrostlým okolním stromům, jen severním směrem na Hradec nad Moravicí a Opavu.

## Stavba
Rozhledna byla postavena kolem roku 1890 v místě v té době nazvané Kaiser Willhelmshöhe, v překladu Výšina císaře Viléma. Takto to bylo nazváno kvůli připomenutí povýšení Pruského království na císařství v roce 1871 a to je vytesáno na pamětním kameni vedle rozhledny. V roce 1913 dokonce císař Vilém II. (vnuk Viléma I. po kterém byla vyhlídka pojmenována) rozhlednu navštívil, během pobytu na zámku v Hradci nad Moravicí. Rozhledna se skládá ze čtyř kamenných pilířů o výšce cca 4 metrů, na kterých je postavena dřevěná vyhlídková terasa. Na terasu vede 16 schodů.Na plošině jsou umístěny po stranách dvě lavičky. Název rozhledny byl změněn na Bezručovu vyhlídku po Druhé světové válce. V roce 2000 byla stavba zrekonstruována. 

Výhled z Bezručovy vyhlídky